# Keep an Eye On Summer – The Beach Boys Sessions 1964
Keep an Eye On Summer – The Beach Boys Sessions 1964 es un álbum de descarga digital de The Beach Boys editado exclusivamente a través de la tienda de iTunes Store. Este álbum contiene cuarenta y seis pistas en las cuales hay sesiones, descartes, ensayos, mezclas inéditas, versiones instrumentales, y pistas a capela. El álbum fue masterizados por Mark Linett.

## Características
El álbum fue editado para resguardar los derechos de estas grabaciones en el mercado europeo, puesto que la legislación actual establece que aquellos registros que permanezcan inéditos tras 50 años pasan al dominio público. Por este motivo se han editado otros álbumes con grabaciones inéditas como The Big Beat 1963 de 2013 y Live in Sacramento 1964 de 2014.
Según el productor de la compilación Alan Boyd en notas digitales del álbum:

Esta nueva colección, hecha posible por el hecho de que los Beach Boys, a partir de 1964, comenzaron a aferrar su carrera (y enormemente reforzada por la reciente recuperación de algunas cintas perdidas desde las sesiones de Shut Down Volume 2) muestra a The Beach Boys en su cenit, ofreciendo destellos de la camaradería, optimismo y buen humor detrás de la creación de estas intemporales grabaciones, se destacan los arreglos vocales increíbles, sus habilidades de composición, que evolucionaron rápidamente como también sus técnicas de producción que colocan a The Beach Boys y Brian Wilson en la vanguardia de la música pop en 1964 y para todos los tiempos.

## Lista de canciones
Todas las canciones escritas y compuestas por Brian Wilson y Mike Love, excepto donde se indica. 
| N.º | Título                                                                        | Duración |  |
| 1.  | «Fun, Fun, Fun»                                                               |          |  |
| 2.  | «Fun, Fun, Fun (a cappella)»                                                  |          |  |
| 3.  | «Fun, Fun, Fun (stereo Mix)»                                                  |          |  |
| 4.  | «Why Do Fools Fall in Love» (William Davis, Morris Levy)                      |          |  |
| 5.  | «Why Do Fools Fall In Love (Stereo Mix)»                                      |          |  |
| 6.  | «Don't Worry Baby» (Brian Wilson, Roger Christian)                            |          |  |
| 7.  | «Don't Worry Baby (Stereo Mix)»                                               |          |  |
| 8.  | «In the Parkin' Lot (Session Highlights - A cappella)» (B. Wilson, Christian) |          |  |
| 9.  | «Warmth of the Sun»                                                           |          |  |
| 10. | «Warmth of the Sun (Stereo Mix)»                                              |          |  |
| 11. | «Pom Pom Play Girl»                                                           |          |  |
| 12. | «Pom Pom Play Girl (Stereo Mix)»                                              |          |  |
| 13. | «Denny's Drums» (Dennis Wilson)                                               |          |  |
| 14. | «Keep an Eye On Summer»                                                       |          |  |
| 15. | «Endless Sleep» (Dolores Nance, Jody Reynolds)                                |          |  |
| 16. | «I Get Around»                                                                |          |  |
| 17. | «I Get Around (A Cappella)»                                                   |          |  |
| 18. | «All Summer Long»                                                             |          |  |
| 19. | «All Summer Long (A Cappella)»                                                |          |  |
| 20. | «All Summer Long (Stereo Mix)»                                                |          |  |
| 21. | «Hushabye» (Doc Pomus, Mort Shuman)                                           |          |  |
| 22. | «Girls On the Beach (A Cappella)» (B. Wilson)                                 |          |  |
| 23. | «Wendy (A Cappella)»                                                          |          |  |
| 24. | «Don't Back Down (Alternate Version)»                                         |          |  |
| 25. | «Little Saint Nick (Drive-In)»                                                |          |  |
| 26. | «Untitled Jam / Let's Live Before We Die» (B. Wilson)                         |          |  |
| 27. | «Little Honda»                                                                |          |  |
| 28. | «Little Honda»                                                                |          |  |
| 29. | «She Knows Me Too Well (Stereo Mix)»                                          |          |  |
| 30. | «She Knows Me Too Well (A Cappella)»                                          |          |  |
| 31. | «Don't Hurt My Little Sister»                                                 |          |  |
| 32. | «Christmas Eve» (B. Wilson)                                                   |          |  |
| 33. | «Jingle Bells» (James Lord Pierpont)                                          |          |  |
| 34. | «When I Grow Up (A Cappella)»                                                 |          |  |
| 35. | «Fun, Fun, Fun (Live)»                                                        |          |  |
| 36. | «I Get Around (Live)»                                                         |          |  |
| 37. | «I'm So Young (Alternate Version)» (William H. "Prez" Tyus, Jr.)              |          |  |
| 38. | «All Dressed Up For School (Stereo Mix)» (B. Wilson)                          |          |  |
| 39. | «Dance Dance Dance (Alternate Version)» (B. Wilson, Carl Wilson, Love)        |          |  |
| 40. | «Dance Dance Dance»                                                           |          |  |
| 41. | «Dance Dance Dance (a cappella)»                                              |          |  |
| 42. | «I Get Around (Live)»                                                         |          |  |
| 43. | «The Little Old Lady from Pasadena» (Don Altfeld, Jan Berry, Christian)       |          |  |
| 44. | «Graduation Day (Live)» (Joe Sherman, Noel Sherman)                           |          |  |
| 45. | «Surfin' USA (Live)» (B. Wilson, Love, Chuck Berry)                           |          |  |
| 46. | «Johnny B. Goode (Live)» (Berry)                                              |          |  |

## Créditos
The Beach Boys
- Brian Wilson: voz y bajo eléctrico
- Mike Love: voz y saxofón
- Carl Wilson: guitarra principal y coros
- Dennis Wilson: batería
- Al Jardine: guitarra rítmica y coros

Créditos de la remasterización
- Alan Boyd – productor
- Mark Linett – productor
- Monty Linett – productor asociado
- Craig Slowinski – investigación